# 中院通純
中院 通純（なかのいん みちずみ）は、江戸時代前期から中期の公卿。

## 経歴
慶長18年（1613年）に叙爵。以降累進して侍従・左近衛少将・左近衛中将をへて、寛永8年（1631年）に参議となり、公卿に列した。その後、踏歌節会外弁・権中納言を経て、正保4年（1647年）に権大納言に昇進。

## 系譜
- 父：中院通村
- 母：溝口秀勝の娘
- 妻：高倉永慶の娘
  - 男子：中院通茂（1631-1710）
  - 男子：野宮定縁（1637-1677）
  - 女子：甘姫（鍋島光茂室）
  - 猶子：愛宕通福